# Herman van Olst
Herman van Olst  (Amsterdam, 25 augustus 1944 – 11 september 1988) was een Nederlandse architect die actief was tijdens de stadsvernieuwing van Rotterdam in de jaren ’70 en ’80 van de 20ste eeuw.

## Levensloop
Herman van Olst was zoon van Sophia Hammega en kantoorbediende Jan van Olst en had een relatie met architect en auteur Enneke Sixma.
Hij was als architect actief bij het Bureau voor WS-I, waar hij leiding gaf aan een team van 15 medewerkers. Het bureau richtte zich op stadsvernieuwing en sociale woningbouw in Rotterdam, met een focus op renovatie en woningverbetering in verschillende delen van de stad. Tussen 1981 en 1985 was hij voorzitter van het Instituut Opbouwwerk Rotterdam (IOR).
Een leven van bouwen te vroeg afgebroken.
Van Olst overleed plotseling tijdens een zeiltocht op de relatief jonge leeftijd van 44 jaar, als gevolg van een hartstilstand.
Hij werd gecremeerd op de Algemene Begraafplaats Hofwijk in Overschie.

## Maatschappelijke context
In de jaren tachtig waren veel 19e-eeuwse woningen verouderd en toe aan vervanging. Binnen de stadsvernieuwing streefden architecten als Van Olst ernaar de sociale samenhang in buurten te behouden en rekening te houden met de wensen van toekomstige bewoners. Hij wees erop dat de budgetten voor woningbouw jarenlang gelijk bleven, terwijl bouwkosten en inflatie stegen, wat gevolgen had voor de kwaliteit en betaalbaarheid van woningen.

## Visie en werkwijze
Van Olst pleitte voor innovatie en experimenten, onder meer op het gebied van stedenbouwkundige structuren. Hij bekritiseerde het gebrek aan vernieuwing binnen de sector en stelde dat deze achterbleef bij andere industrieën, ondanks de schaal en impact van de woningbouw. Volgens hem hielden volkshuisvesters te veel vast aan traditionele bouwmethoden en pasten ze nauwelijks modernere en efficiëntere technieken toe, wat de kosten hoog hield en de mogelijkheden voor betaalbare woningbouw beperkte.
Hij zag hoogwaardige renovatie als een alternatief voor grootschalige nieuwbouw, met nadruk op betaalbaarheid en sociale samenhang. Om renovatie en woningbouw kostenefficiënter te maken, onderzocht hij ontwerpen die met minimale opleveringen of minder duurzame, maar completere bouwmethoden gerealiseerd konden worden, zodat huurprijzen laag bleven. Daarnaast pleitte hij voor een flexibeler financieel beleid, waarbij budgetten werden afgestemd op actuele bouwkosten en besparingsmogelijkheden optimaal werden benut.
Zijn werk wordt gezien als een voorbeeld van mensgerichte architectuur met functionele esthetiek. Zijn ontwerpen kenmerken zich door aandacht voor daglicht, ruimte en gemeenschappelijke voorzieningen, met als doel de sociale samenhang van de omgeving te versterken. Zijn pleidooi voor efficiënter budgetbeheer vond later weerklank binnen de volkshuisvesting en droeg bij aan structurele verbeteringen in de stadsontwikkeling. Zijn ontwerpen en ideeën werden in de jaren ’80 binnen de woningbouwsector als vernieuwend beschouwd.

## Projecten (selectie)

### Seniorenwoningen Batavierenstraat, Rotterdam

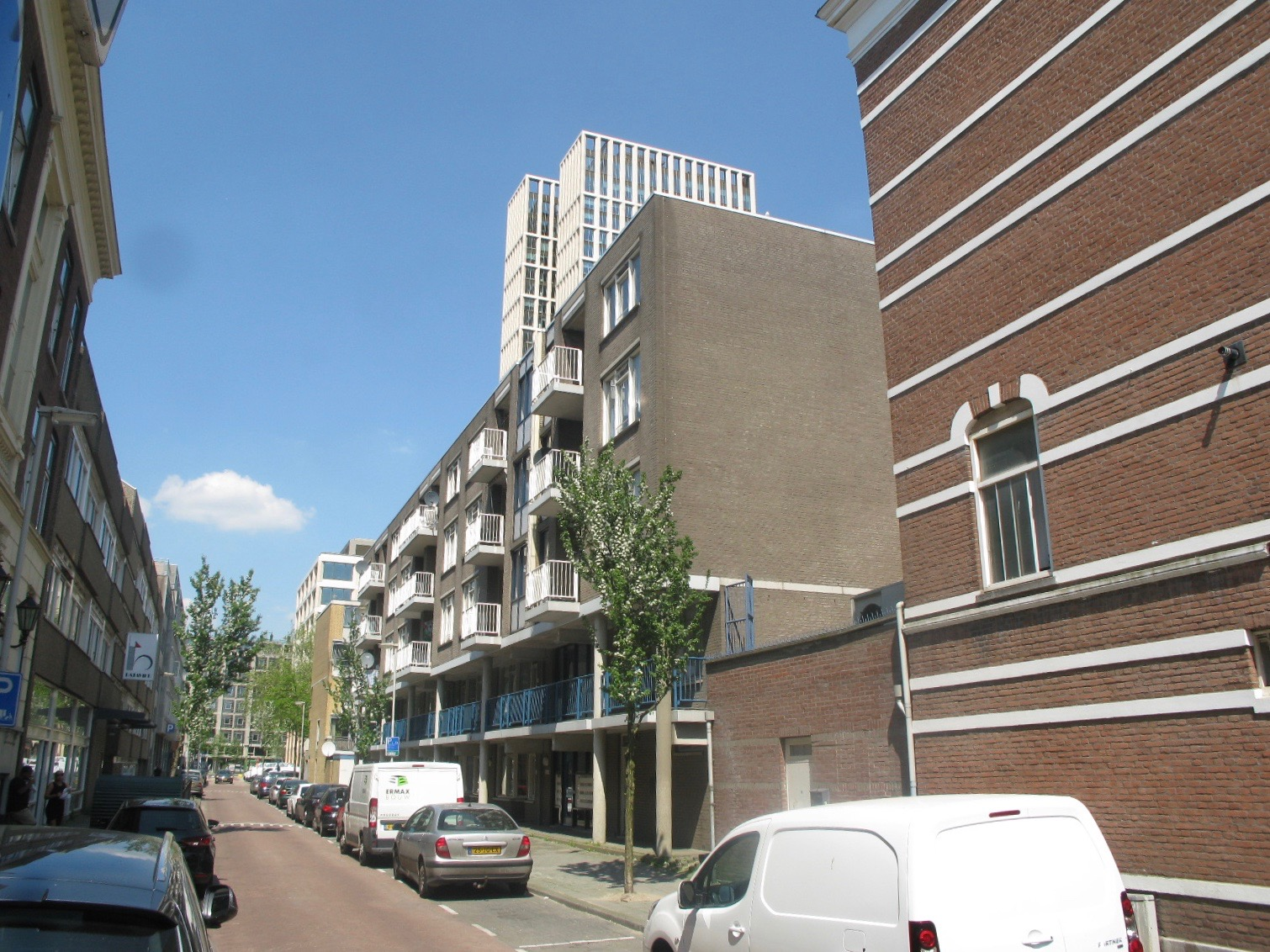
Seniorencomplex aan de Batavierenstraat in Rotterdam

Het seniorencomplex aan de Batavierenstraat, bestaande uit 29 woningen, werd in 1990 voltooid en geldt als een van de laatste stadsvernieuwingsprojecten in het Oude Westen. Bij het gebouw, met vijf bouwlagen, contrasteren de statische gesloten zijgevels van bakstenen met de dynamische opengewerkte voor- en achtergevels, voorzien van balkons, galerijen en uitkragende vlakken. Het ontwerp weerspiegelt de jaren ’80-architectuur en vormt een evenwicht tussen klassieke en moderne stedelijke bouwstijlen in de straat.

### Urban villa’s Coolsestraat, Rotterdam

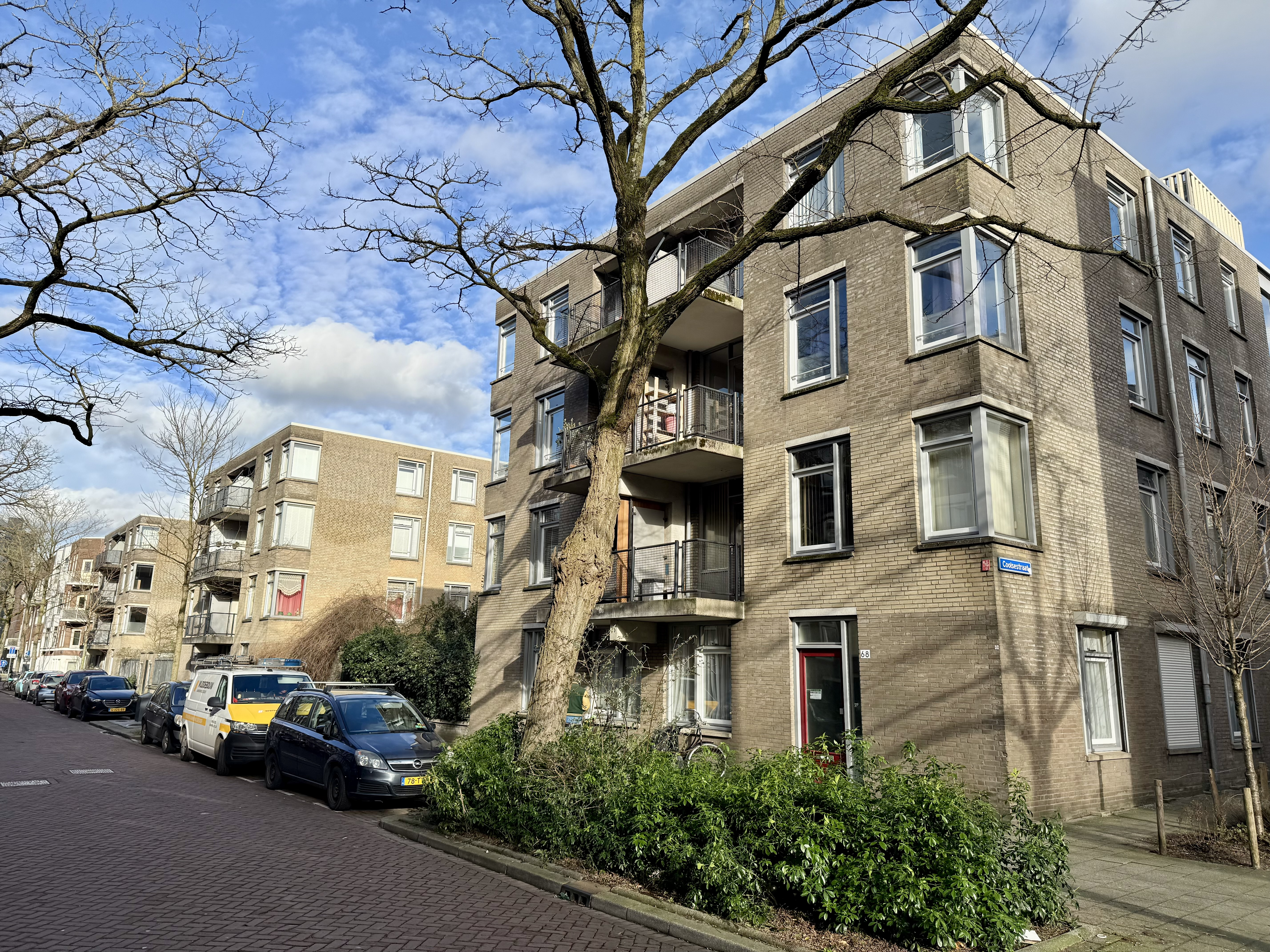
Urban Villa's in de Coolsestraat in Rotterdam

In de Coolsestraat, Drievriendenstraat en Singelstraat ontwierp Van Olst drie kenmerkende urban villa’s met in totaal 45 driekamerwoningen. Dit project, voltooid in 1990, speelde in op de beperkte ruimte van slechts 27 meter tussen de straten, een voorbeeld van compact bouwen. Van Olst positioneerde de gebouwen rond twee groene binnentuinen, ontworpen om licht, lucht en sociale interactie te bevorderen. Het project wordt beschouwd als een voorbeeld van doordachte en ruimtelijke stedelijke planning in het dichtbebouwde Oude Westen.

### Renovaties Noordereiland, Rotterdam

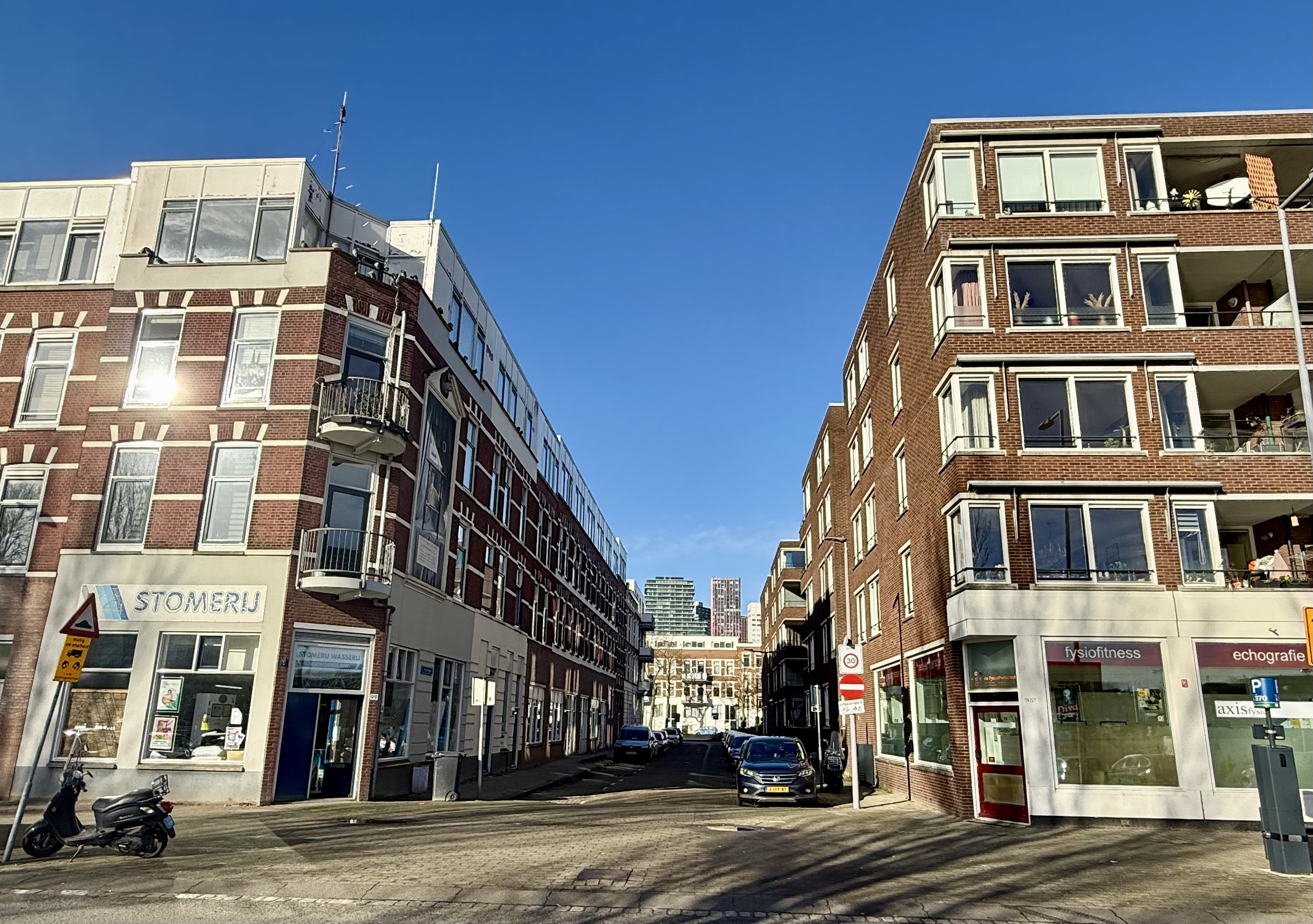
Anjerstraat op het Noordereiland met renovatie en nieuwbouw

Vanaf de jaren ‘70 was Van Olst betrokken bij grootschalige renovatie- en nieuwbouwprojecten op het Noordereiland in Rotterdam. Tijdens dit project werkte hij nauw samen met bewoners aan het verbeteren van hun woonomgeving, met een focus op het creëren van betaalbare en praktische woningen – een aanpak die de bewoners waardeerden. Zijn vroegtijdige overlijden betekende dat meerdere door hem ontworpen projecten op het Noordereiland zonder hem werden afgerond.

## Eerbetoon

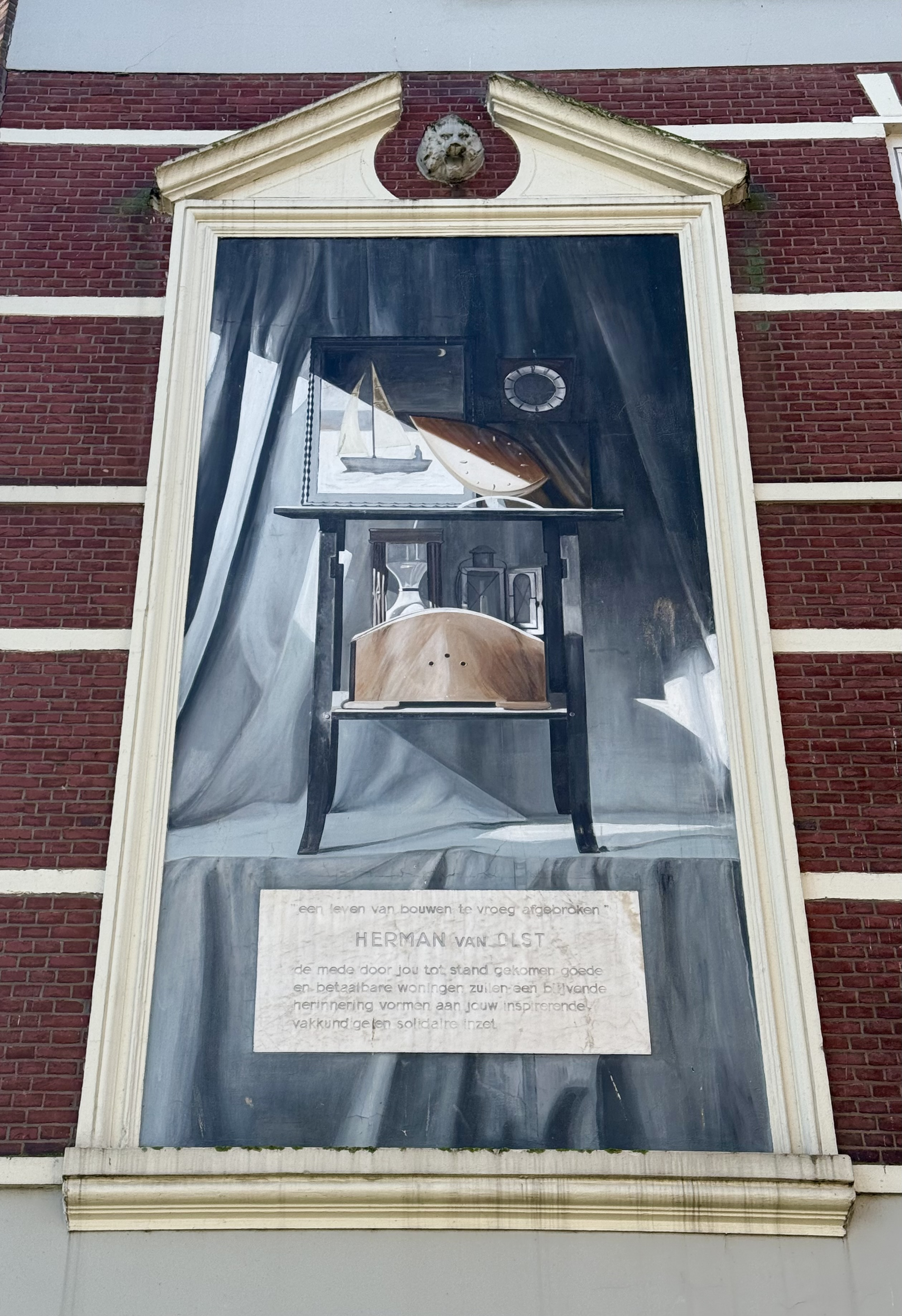
Monument voor Herman van Olst in de Anjerstraat te Rotterdam

Na zijn overlijden brachten de bewoners van het Noordereiland een plaquette aan op de gevel van een pand aan de Anjerstraat 37, als eerbetoon aan zijn werk en betrokkenheid. In 1994 werd deze opgenomen in een muurschildering van beeldend kunstenaar Harry Sengers (1948-2015). Het stilleven van 1.50 x 3.50 meter combineert symboliek van leven en dood met subtiele verwijzingen naar Van Olsts werk en visie als architect. Samen vormen de plaquette en schildering een monument dat zijn toewijding aan sociale architectuur en zijn blijvende impact op de stedelijke omgeving symboliseert.